# Міца Олександр Володимирович

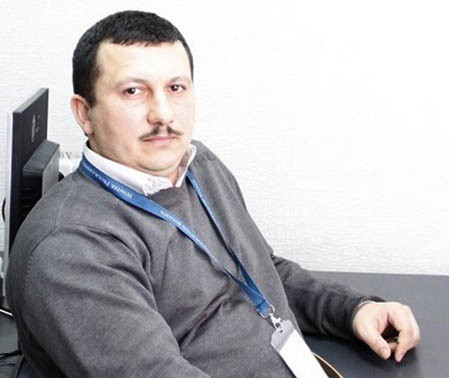
Олександр Міца

Міца Олександр Володимирович — український науковець, доктор технічних наук, професор, завідувач кафедри інформаційних управляючих систем та технологій Ужгородського національного університету, голова журі Всеукраїнської олімпіади з інформатики, організатор Міжнародної літньої школи з програмування в Ужгороді, співорганізатор всеукраїнських літніх та зимових шкіл з програмування в Хусті, співорганізатор дослідницьких конкурсів GlushkovCYBER.

## Біографія
Народився 23 вересня 1977 року в родині Володимира Михайловича Міци. 1999 року закінчив Ужгородський державний університет за спеціальністю «прикладна математика». З 1999 по 2002 рік навчався в аспірантурі Ужгородського університету за спеціальністю «Математичне моделювання та обчислювальні методи».
З 1999 року за працював на посаді асистента кафедри інформатики та інформаційних технологій Ужгородського державного інституту інформатики, економіки і права. З 2002 року — викладач,  а з 2005 року — доцент кафедри кібернетики і прикладної математики Ужгородського національного університету. З 2013 року — доцент кафедри інформаційних управляючих систем та технологій УжНУ, з 2014 року — завідувач кафедри інформаційних управляючих систем та технологій УжНУ. У 2004 році захистив дисертацію на здобуття наукового ступеня кандидата технічних наук, 2021 року став доктором технічних наук. У 2022 році йому було присвоєно вчене звання професора.

## Організація олімпіадного руху
З 1999 року О. В. Міца займається підготовкою учнів і студентів до олімпіад із програмування. Упродовж 2010—2017 років підготував понад 20 призерів IV етапу Всеукраїнської учнівської олімпіади з інформатики.
З 2003 року є членом журі IV етапу Всеукраїнської учнівської олімпіади з інформатики. З 2005 року бере участь у тренувально-відбіркових зборах та підготовці учнівської збірної команди України на міжнародну олімпіаду з інформатики.
З 2017 року є головою журі IV етапу Всеукраїнської учнівської олімпіади з інформатики та науковим керівником конкурсних відбірково-тренувальних зборів кандидатів до складу команди учнів України для участі у міжнародній учнівській олімпіаді з інформатики.
З 2008 року працює експертом-консультантом фінального етапу Всеукраїнського турніру юних інформатиків.
Олександр Міца є тренером студентських команд — срібних призерів чемпіонату Південно-Східної Європи (2016, 2017), переможців Кубку України (2017) та команд, що представляли Україну у фіналі світової студентської першості з програмування і посіли 34 місце в м. Рапід-Сіті (США) 2017 року та 31 місце в м. Пекін (Китай) у 2018 році.

## Організація міжнародної літньої школи з програмування в Ужгороді
У 2016 році на базі УжНУ О. В. Міца організував першу Всеукраїнську студентську літню школу з програмування, яка зібрала понад 100 найкращих студентів провідних вишів України. У 2017 році школа стала міжнародною. З того часу було організовано 5 літніх шкіл з програмування в Ужгороді.

## Наукова робота
О. В. Міца опублікував понад 120 наукових праць, у т.ч. більше 20 публікацій у періодичних виданнях, які включені до наукометричних баз Scopus або Web of Science.
З 2010 по 2013 рік був головою ради молодих учених Ужгородського національного університету.
Підготував двох кандидатів наук — В. І. Пецка та М. І. Лупея.